# Mirella Cortès i Gès
Mirella Cortès i Gès (Sallent, 17 d'agost de 1958) és una política catalana, que ha estat alcaldessa de Sallent i senadora al Senat d'Espanya en la XI i XII Legislatura, on fa de portaveu del grup d'Esquerra.
Ha treballat com a mestra d'ensenyament primari a l'Escola Vedruna i ha format part d'entitats de Sallent com l'Elenc Teatral Sallentí, la Colla Gegantera, el Carrilet i Sallent Decideix.
Militant d'Esquerra Republicana de Catalunya, a les eleccions municipals de 2003 fou escollida alcaldessa de Sallent mercè una coalició amb dues altres forces polítiques. Aquest pacte no es va poder reeditar en eleccions posteriors i a les eleccions municipals de 2007 i 2011 fou regidora a l'oposició. Poc després fou nomenada secretària de Política Municipal d'ERC al Bages.
A les eleccions generals espanyoles de 2015 va figurar en el número 6 la llista d'ERC per la circumscripció de Barcelona, i no fou escollida. Nogensmenys, el gener de 2016 fou proposada com a senadora designada pel Parlament de Catalunya en la XI legislatura, càrrec per al qual fou reelegida el 4 de maig de 2018, actuant de portaveu del grup d'ERC al Senat.